# Anita Pollitzer
Anita Lily Pollitzer (Charleston, 31 de octubre de 1894 - Nueva York, 3 de julio de 1975) fue una fotógrafa y sufragista estadounidense.

## Trayectoria
Anita Lily Pollitzer nació el 31 de octubre de 1894 en Charleston, Carolina del Sur. Sus padres eran Clara Guinzburg Pollitzer, hija de un rabino inmigrante de Praga, y Gustave Pollitzer, que dirigía una empresa algodonera en Charleston. Tenía dos hermanas, Carrie (nacida en 1881) y Mabel (nacida en 1885) y un hermano, Richard.
Pollitzer fue criada como judía y, cuando era joven, fue maestra de escuela sabática en Charleston en Kahal Kadosh Beth Elohim. Más tarde fue una judía "no observante" y confió en su propia fuerza personal, en lugar de confiar en la religión.
Pollitzer se graduó de Memminger High School en 1913 y dejó Charleston para estudiar arte en Teachers College, Universidad de Columbia.

### Artista
Pollitzer fue conocida por su amistad con la artista estadounidense Georgia O'Keeffe, a quien conoció en la Universidad de Columbia y con quien se creó que tuvo una relación romántica. Vivieron juntas durante varios años y también se escribieron cartas de amor. O'Keeffe envió por correo un conjunto de dibujos al carbón que hizo en 1915 a Pollitzer, quien se los llevó a Alfred Stieglitz en su Galería de arte 291 a principios de 1916. Stieglitz descubrió que eran "las cosas más puras, finas y sinceras que habían entrado en 291 en mucho tiempo", y en abril Stieglitz exhibió diez de sus dibujos en 291. Este fue el comienzo de una de las relaciones más significativas entre los artistas del siglo XX, Stieglitz impulsó su carrera y luego se casó con O'Keeffe.
Pollitzer escribió un libro titulado A Woman on Paper: Georgia O'Keeffe que contenía cartas que intercambió con O'Keeffe desde que asistieron a la Universidad de Columbia. Las memorias no solo contienen su afecto y amor por O'Keeffe, sino también anécdotas, historias familiares y extractos de sus primeras cartas. Las primeras cartas compartían entre los dos mencionados cuestiones sobre el arte y la vida y cuestiones sobre el futuro. Siguieron siendo amigos hasta la muerte de Pollitzer. Lynne Bundesen, quien escribió una reseña del libro para The New York Times, dijo que "es un libro que te dice que las voces de las mujeres más independientes y visionarias de la época, las pioneras de los derechos de las mujeres y las visiones hablaron con entre sí como colegialas efusivas, entusiastas, ansiosas y confundidas sacadas directamente de la era victoriana, ya que es posible que no hayan hablado con sus hombres". El libro fue publicado en 1988.

### Sufragista

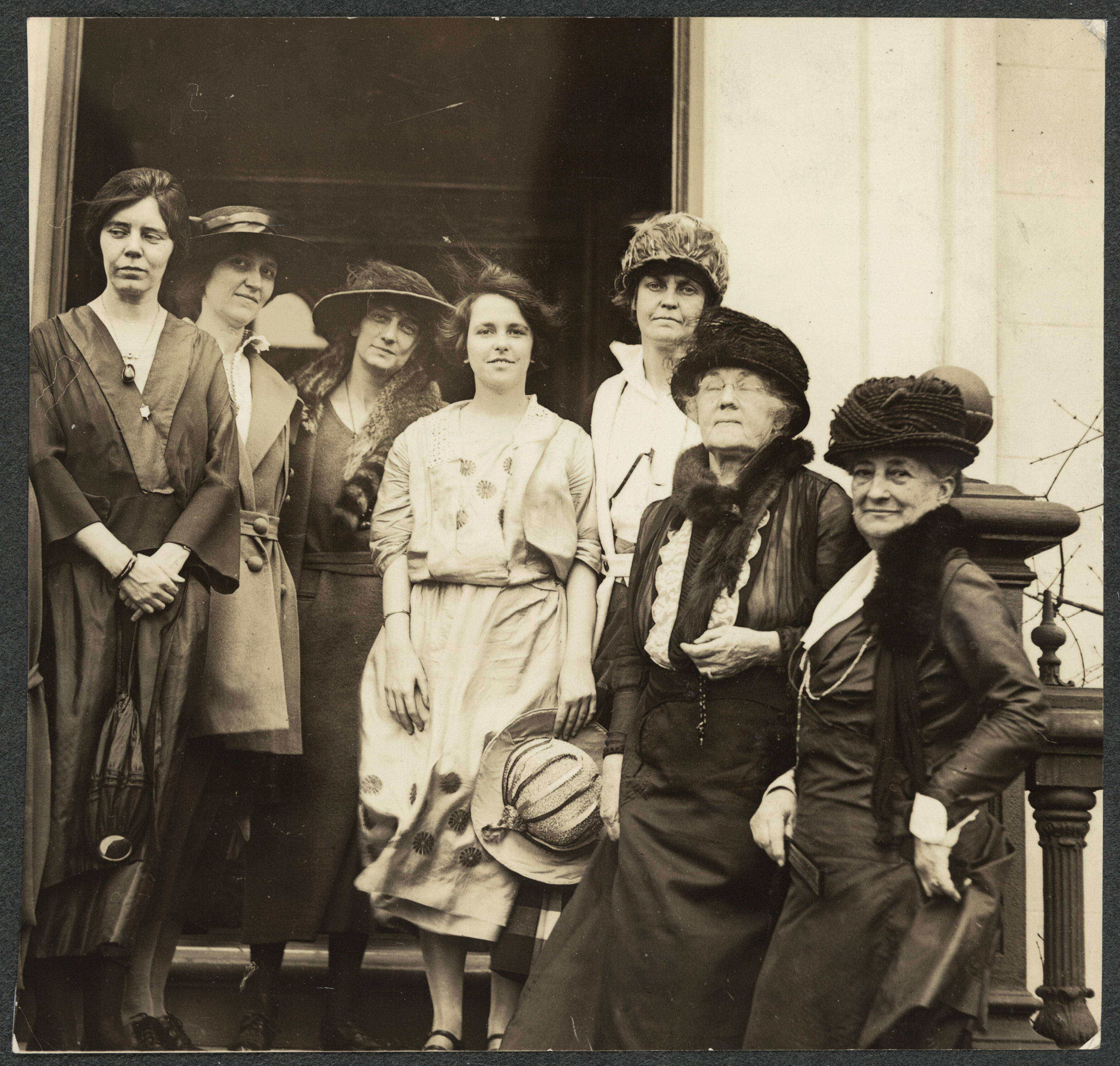
Fotografía de (de izquierda a derecha) Alice Paul, Sue White, Florence Boeckel, Anita Pollitzer (centro, sosteniendo un sombrero), Mary Winsor, Sophie Meredith y la Sra. Richard Wainwright, del Partido Nacional de la Mujer, de pie en los escalones frente al nuevo edificio de la sede nacional, frente al capitolio de EE. UU. en mayo de 1922

Pollitzer jugó un papel decisivo en la aprobación de la Decimonovena Enmienda a la Constitución de los Estados Unidos y ocupó cargos de liderazgo en el Partido Nacional de la Mujer, además de ser Presidenta Nacional desde 1945 hasta 1949.

## Vida personal
En diciembre de 1928 se casó con Elie Charlier Edson, tío de Pete Seeger. Aunque estaba en una relación con O'Keeffe, no fue aceptado en ese momento, por lo tanto, no fue público. Se casó con Edson para mantener su lugar en la sociedad. La pareja se mudó a la ciudad de Nueva York y vivió en un apartamento en West 115th St.
Murió el 3 de julio de 1975 en la ciudad de Nueva York.